# Хабарище
Хаба́рище — село в Україні Залухівського старостинського округу при Самарівській сільській громаді Ковельського району Волинської області. Населення становить 97 осіб.

## Історія
До утворення князівств землі розташування села були межею племен дулібів (волинян, бужан), деревлян та дреговичів.
У V столітті до н. е. тут була поширена тщинецька культура, у V—IV століттях до н. е. — лужицька культура, в III—II століттях до н. е. — балто-слов'янська зарубинецька культура. Час та обставини появи на терені волинян у різних дослідників різняться. За одними, волиняни з'являються в регіоні в IV—VI століттях й входили до дулібсько-волинянського племінного об'єднання. За Ярославом Ісаєвичем у VII—IX століттях тут мешкало плем'я дулібів. За Володимиром Сергійчуком з VIII століття на заході Берестейщини проживали племена волинян, а на сході — деревляни. За іншими дослідниками, на Берестейщині до IX століття мешкало племінне об'єднання ятвягів, проте пізніше тут почали освоюватися спочатку дреговичі, потім, в IX—XII століттях і значно інтенсивніше, волиняни, північна межа колонізації яких обмежувалася Пінськими болотами, Біловезькою Пущею та річкою Ясельдою.

### ПеріодКиївської Русі(кінецьIX ст.-ХІІ ст.)
Територія розташування села входила до Берестейської землі і знаходилась на межі Волинського князівства (з центром у місті Володимир) та Турівсько-Пінського князівства (з центром в Турові, а потім в Пінську). Імовірно кордон між князівствами проходив по річці Прип'ять.

### ПеріодГалицько-Волинського князівства(1199-1316)
У 1199 році князь волинський Роман Мстиславич утворює Галицько-Волинське князівство, до якого крім Волині та Галичини входить Берестейська та Дорогичиська землі, Турово-Пінське князівство теж потрапляє під його протекторат. Таким чином територія села ввійшла складу до Галицько-Волинського князівства.
У Галицько-Волинському літописі щодо Берестейської землі в 1213 році вжита паралельна назва Україна: «Даниїлу же возвратившуся к домови і єха з братом, і прия Берестій, і Угровеськ, в Верещин, і Комов, і всю Україну». У цей час на Полісся та Підляшшя стали активно здійснювати напади лицарі-хрестоносці, які припинилися після розгрому їхнього війська Данилом Галицьким у 1237—1238 роках.
Частими були також напади на Полісся ятвягів та литовців. У 1251—1253 роках руський король Данило Галицький дарував половцям хана Тегака землі на Берестейщині, для захисту північної Волині від нападів ятвягів та литовців. Кочовики заснували там 40 поселень й зберігали свою ідентичність до початку XVI століття.

### ПеріодВеликого князівства Литовського(1316-1569)
Взимку 1316 року литовська армія на чолі з Гедимином пішла походом на Галицько-Волинське князівство, який закінчився приєднанням частини Берестейської землі до складу Великого князівства Литовського. Точна дата остаточного приєднання території села до Литви невідома й у різних дослідників різниться.
Ймовірно з 1320-х років територія села входила до складу Троцького, а з 1513—1520 років — до Підляського воєводства Великого князівства Литовського.
У 1404—1519 роках у складі Великого князівства Литовського існувало удільне Кобринське князівство, яке належало князям Кобринським, потомкам князя Ольгерда.
1566 року східна частина Берестейської землі з містами Берестям, Кобринем, Кам'янцем і Пінським повітом увійшла до новоствореного Берестейського воєводства.

### Період Речі Посполитої (1569-1795)
За Люблінською унією територія де розташоване село перейшла до Волинського воєводства.
У 1595 році під час повстання Наливайка в околицях Пінська двічі побувала козацька армія. У вересні 1648 року після появи невеликого козацького загону почалося повстання в Бересті, внаслідок якого було повалено шляхту та заявлено про приєднання до української козацької держави. У жовтні 1648 року повстало населення Пінська, Турова, Янова, Кобрина. Повстання було придушене лише в січні 1649 року польським військом на чолі з гетьманом литовським Радзивіллом. Згодом полковник Війська Запорізького Думинський організовував у Берестейщині (за вказівкою Хмельницького) підпільну повстанську мережу доки не був арештований влітку 1651 року та згодом страчений. У 1655—1659 роках до складу Гетьманщини входив Пінсько-Турівській козацький полк, центром якого було місто Давид-Городок у Пінському повіті. 1657 року пінська шляхта, очолювана Лукашем Єльським, проголосила про своє входження до Гетьманщини. За договором від 16 жовтня 1657 року між Богданом Хмельницьким та шведським королем Карлом X Берестейське воєводство повинно було цілком увійти до складу козацької держави. У 1658—1660 роках на Поліссі діяв козацький загін полковника Василевича, дещо згодом болотними літниками проходив загін Кургана. У 1664—1666 роках на Поліссі діяв повстанський селянсько-козацький загін полковника Василевича.

### Період окупації Російською імперією (1795-1917)

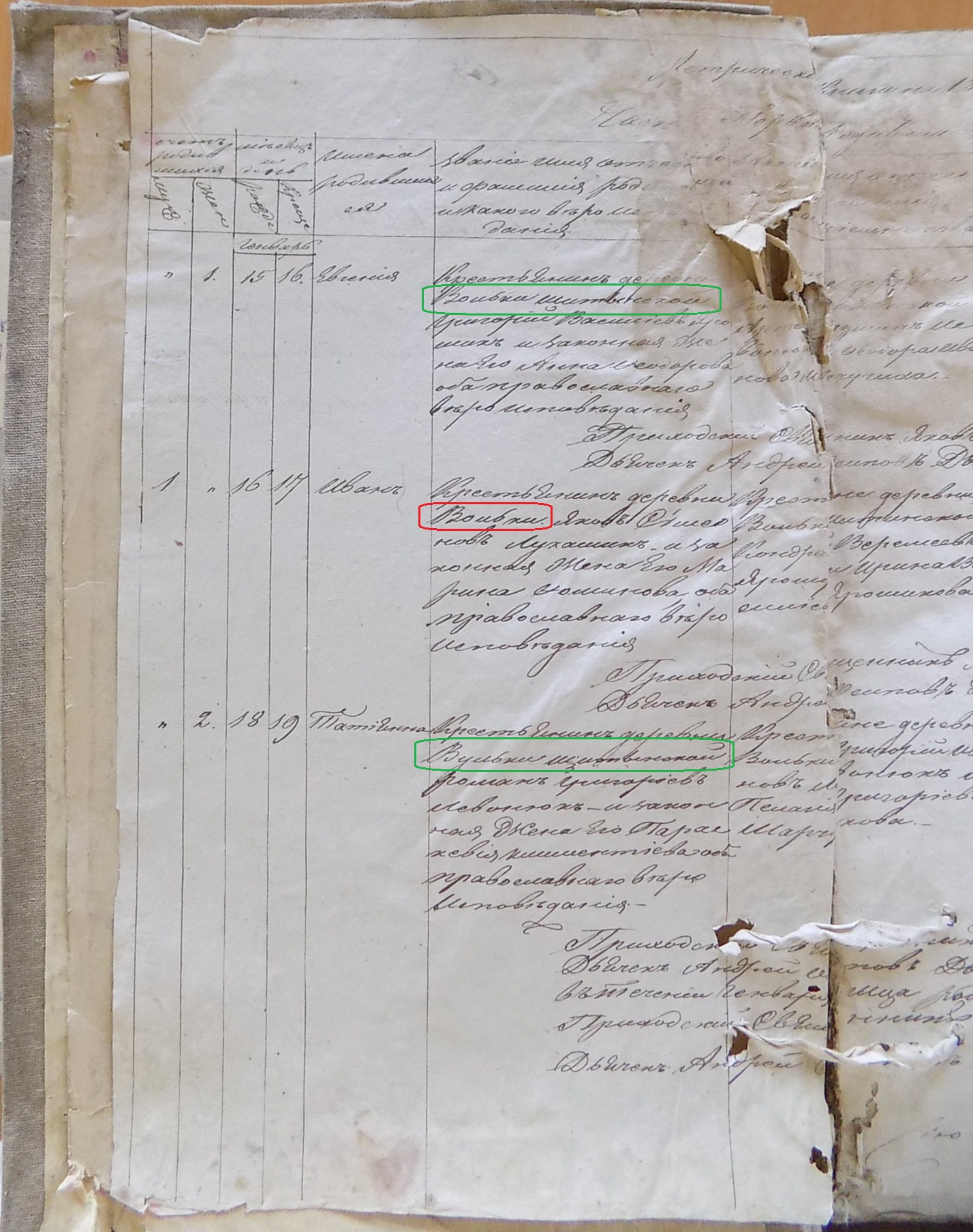
Метрична книга, записи про народження в с.Волька (с.Хабарище) та с. Вулька Щитинська, 1842 рік

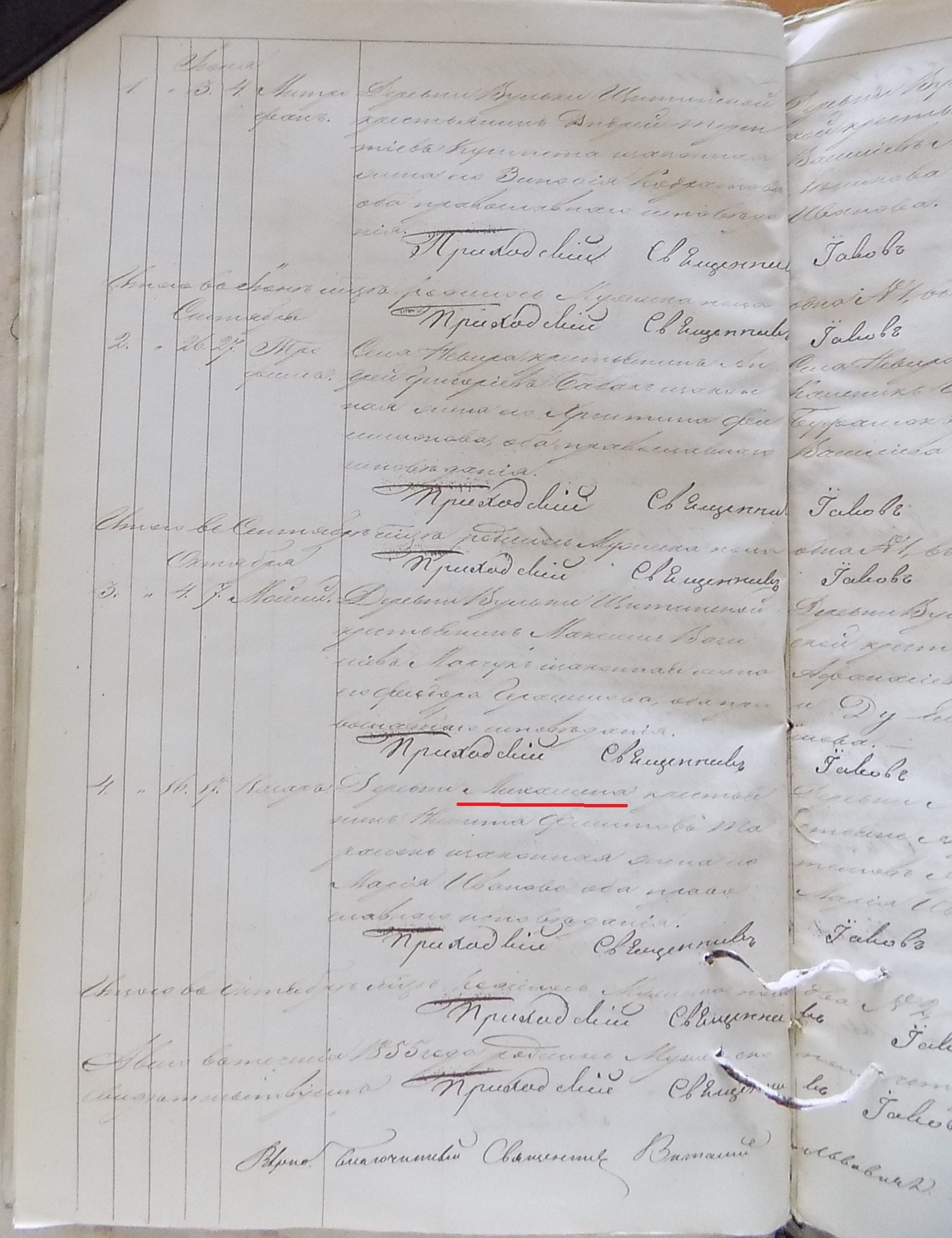
Метрична книга, записи про народження, одна з перших писемних згадок назви Михалино, 1855 рік)

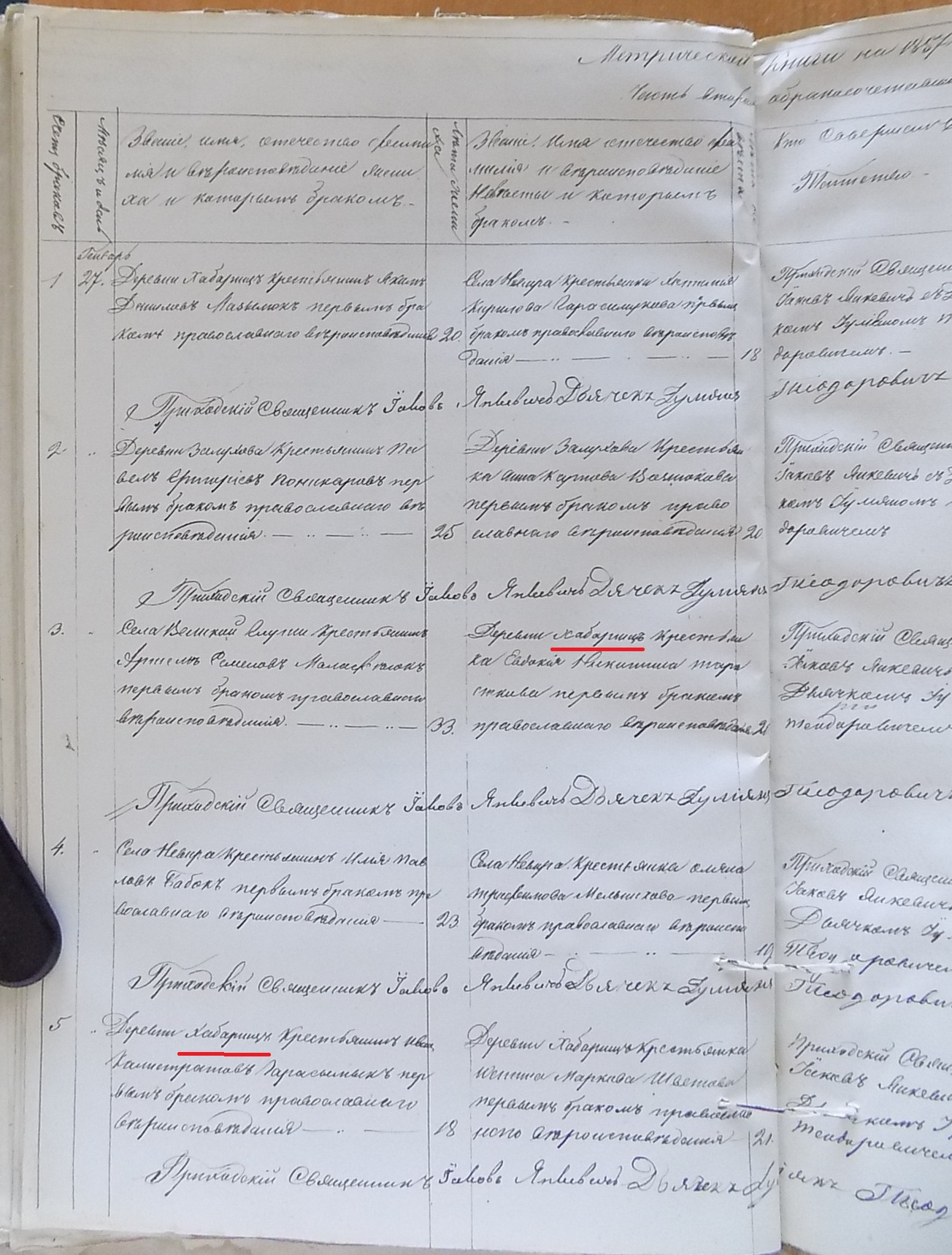
Згадка назви села - Хабарище (метрична книга, реєстрація шлюбів, 1857 рік)

Після другого поділу Польщі село відійшло до складу Російської імперії.
З 1795 року село входило до Великоглушанської волості Ковельського повіту Волинської губернії Російської імперії з центром в Великій Глуші.
У 1915—1918 роках Полісся і Волинь по лінії Барановичі — Пінськ — Камінь-Каширський зайняли німецькі війська, чимало мирного населення евакуювалося на схід, у далеку глибину Російської імперії.

### ПеріодУкраїнської Народної РеспублікитаГетьманату(1918-1920)
З 6 березня 1918 року село входило до складу землі Волинь або землі Підляшшя Української Народної Республіки.
З 29 квітня 1918 року Скоропадським змінено адміністративний поділ та відновлено Волинську губернію в складі Української держави. Губернським комісаром Генерального секретаріату призначено — В'язлова Андрія Григоровича.

### Період Польської республіки (1920-1939)
Гміна Леликів з селом 12 грудня 1920 р. (разом з гмінами Хотешів, Велика Глуша, Сошично, Боровно і Камінь Каширськ ввійшли до складу новоствореного Каширський повіту (утворений  з частини Ковельського повіту). Адміністративним центром було містечко Камінь-Каширський. 19 лютого 1921 р. Каширський повіт увійшов до складу новоутвореного Поліського воєводства.
За Ризьким миром 18 березня 1921 року село остаточно закріплено в складі Польщі.
15 грудня 1926 р. ґміну Леликів з селом передано до Кобринського повіту.
Розпорядженням Ради Міністрів 19 березня 1928 р. села Почапи, Вілька Щитинська і Залухів вилучено з ґміни Леликів Кобринського повіту та включено до ґміни Велика Глуша Каширського повіту.

### Період радянської окупації (1939-1991)
У вересні 1939 року відповідно до пакту Молотова — Ріббентропа СРСР і Німеччина розділили між собою територію Польщі. Кордон між УРСР і БРСР прокладено за адміністративною межею між Волинським і Поліським воєводствами з частковим випрямленням шляхом приєднання до УРСР Камінь-Каширського повіту та окремих сіл Кобринського і Дорогичинського повітів. Проти цього рішення в Бересті, Кобрині та Пінську відбулися демонстрації жителів міст з проханням включити ці землі до складу УРСР.
27 листопада 1939 р. село включено до новоутвореної Волинської області. 17 січня 1940 р. Каширський повіт ліквідовано у зв'язку з розподілом його на Любешівський і Камінь-Каширський райони.
Під час німецької окупації в серпні 1941 року німецька влада включила село до генеральної округи Волинь новоствореного Райхскомісаріату Україна (Камінь-Каширський, Ковельський, Пінський, Кобринський гебіти).

### Період незалежності (1991 - сьогодні)
З радянських часів до адміністративної реформи 2017 року село входило до складу Залухівської сільської ради Ратнівського району Волинської області.
17 травня 2017 року село приєднано до складу Самарівської сільської територіальної громади Волинської області.

## Етимологія найменування

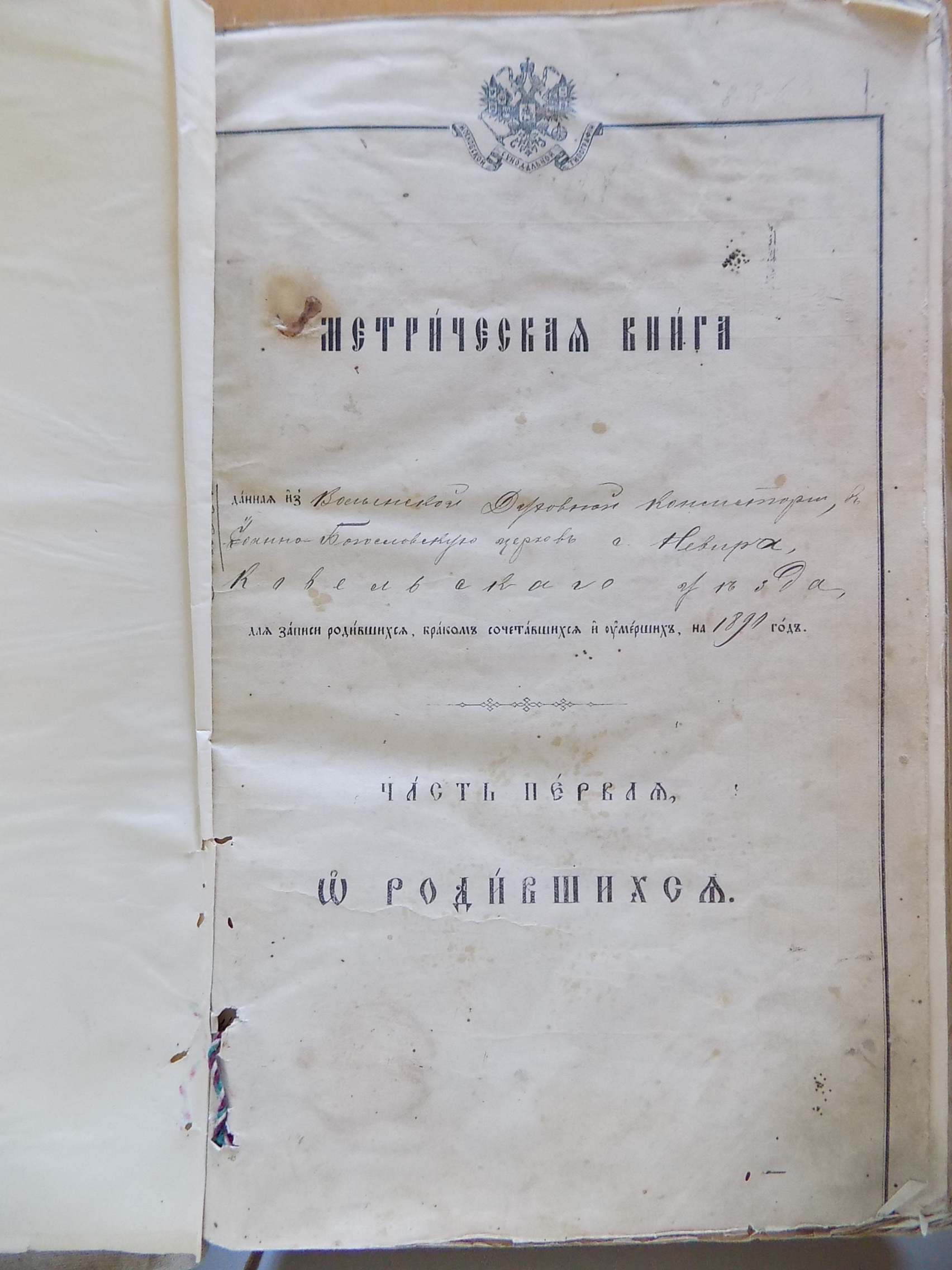
Метрична книга 1890 р. сіл Невір, Залухів, Хабарище (Михалин), Щитинська Воля. ст.1

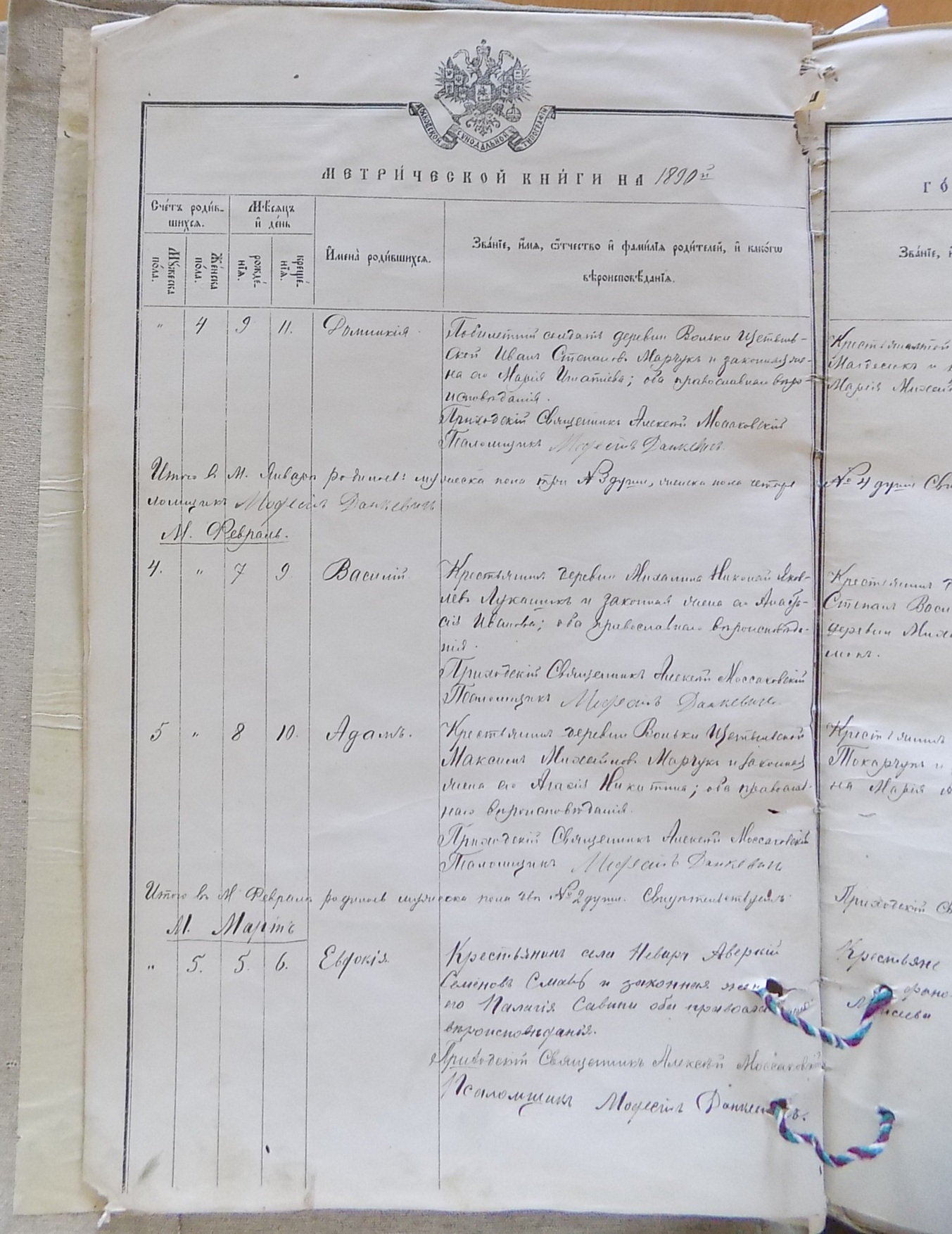

Згідно з даними спеціальної карти Шуберта 1832 року та історичного атласу Польщі (1899-1904 роки, Варшава-Відень) на місці села спочатку знаходився панський фільварок.
В ХІХ ст. село часто в писемних згадках (метричних книгах) вважалось (іменувалось) частиною сусіднього села - "Вольки" (інша альтернативна назва "Вульки Щитинської").
З часом, в метричних книгах, село іноді починають виокремлювати від Вольки (Вульки Щитинської) в окремий населений пункт під паралельними назвами: Михалин (перша письмова згадка у 1845 році) або Хабарище (перші письмові згадки у 1839, 1857 роках). Слід зауважити, що впродовж  ХІХ ст. в письмових джерелах (а саме в церковних метричних книгах, церковних шлюбних обшуках, церковних сповідальних відомостях, ревізьких казках) село поперемінно іменували як Михалин, так і Волька (Вулька) Щитинська, Хабарище. Назва Михалин в другій половині ХІХ ст. стала найчастіше вживана. Можна припустити, що різні назви вказувались священниками Невірського приходу (де і велись церковні документи) саме зі слів селян (які по різному іменували місце свого проживання) при внесенні тих чи інших церковних записів.

На картах кінця ХІХ ст. та періоду між першою та другою світовими війнами також зустрічається назва Михалино (Michalin, Михалинь, Mikhalin) поруч з назвою Хабарище (Хаборище, Chaboriszcze, Chaboryszcze).

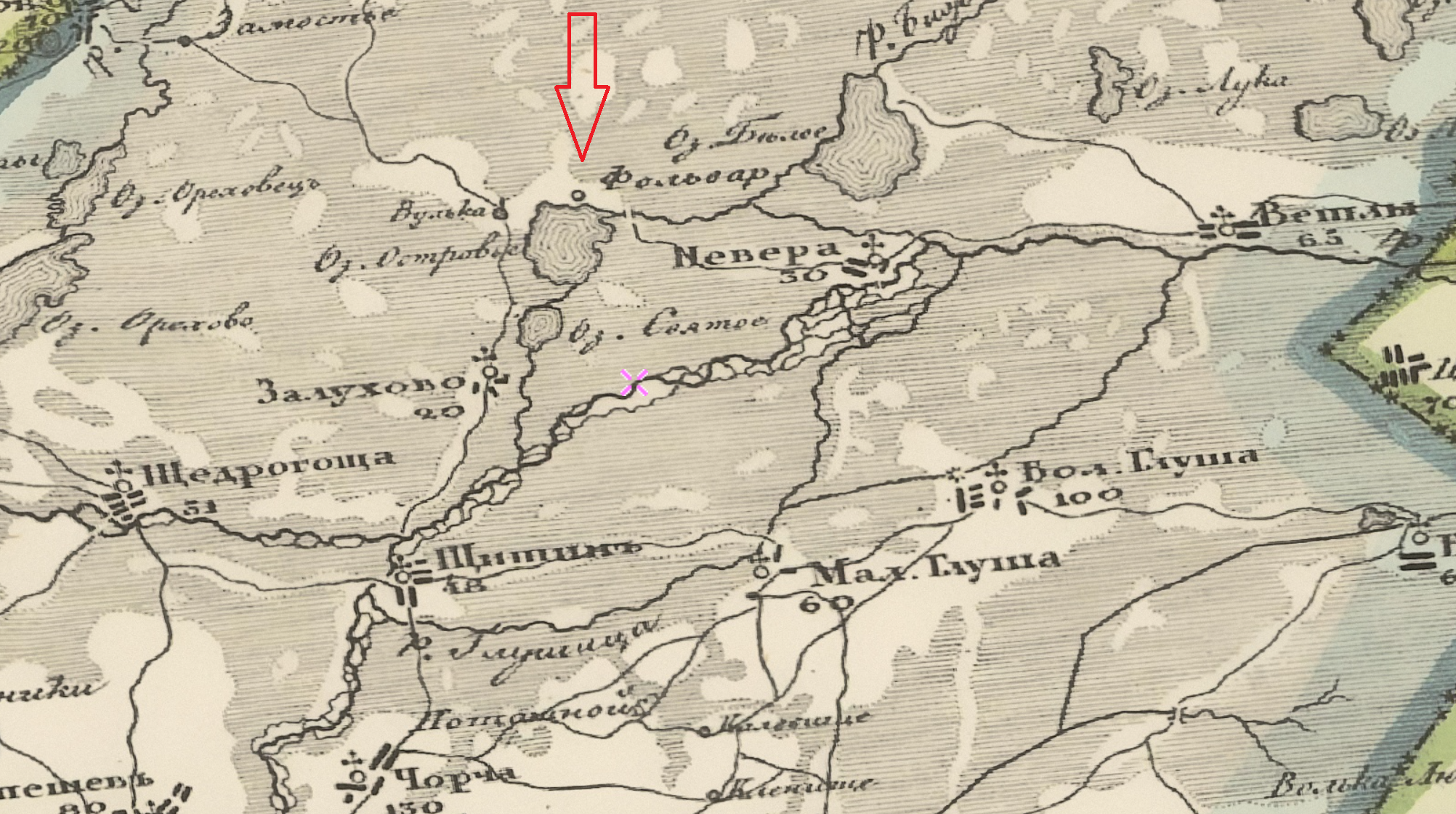
Хабарище на спец. карті Шуберта 1832 року
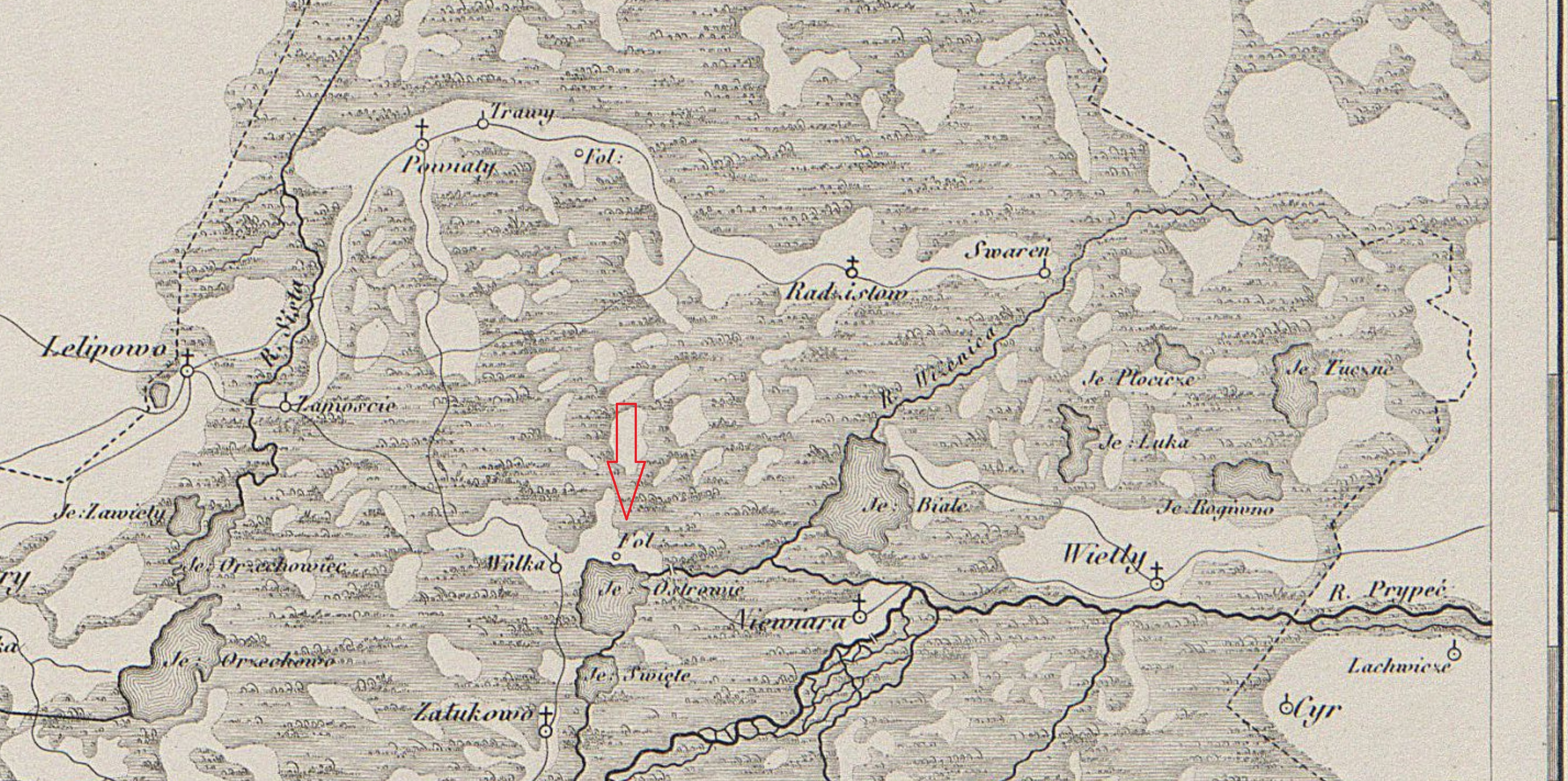
Хабарище на польській карті 1840-1859
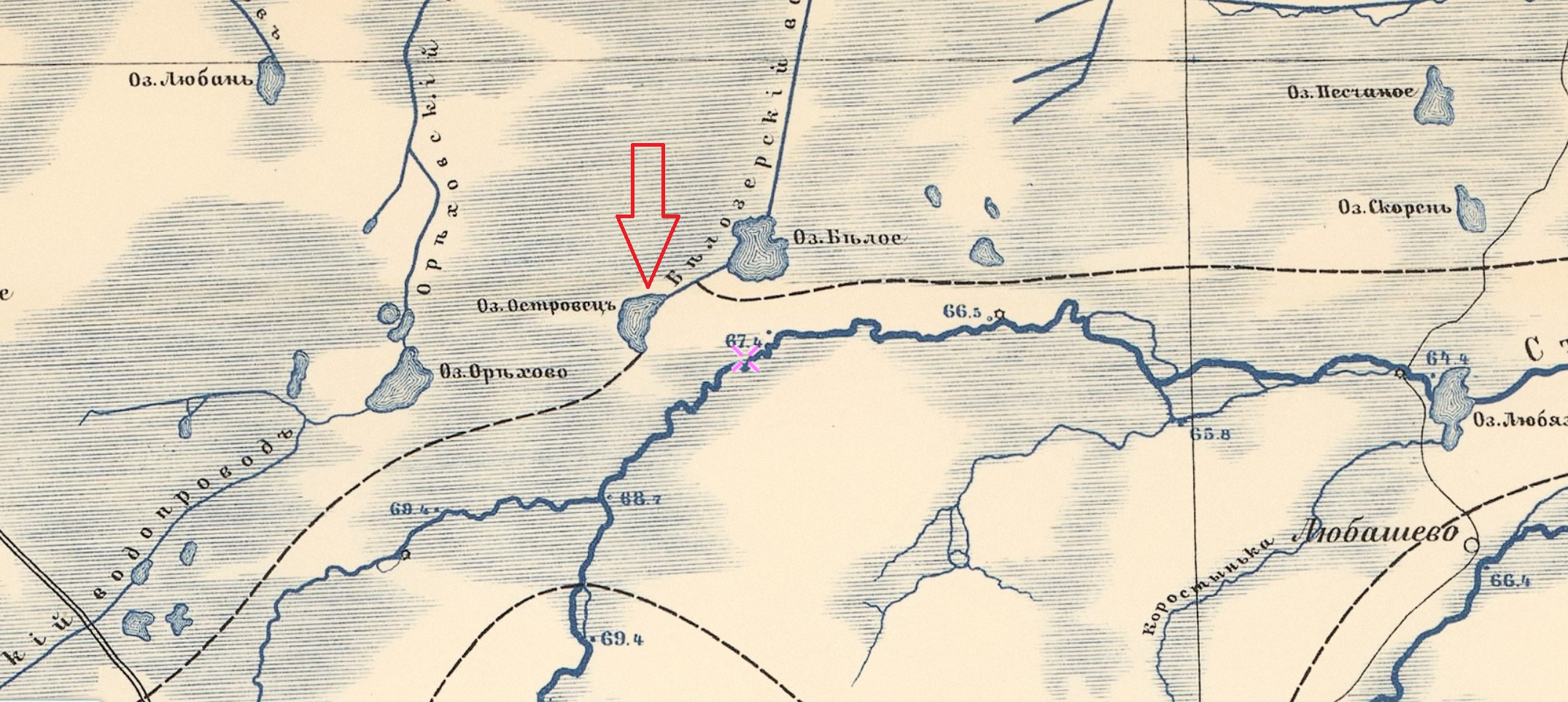
Хабарище на гідрографічній карті Полісся 1898 року
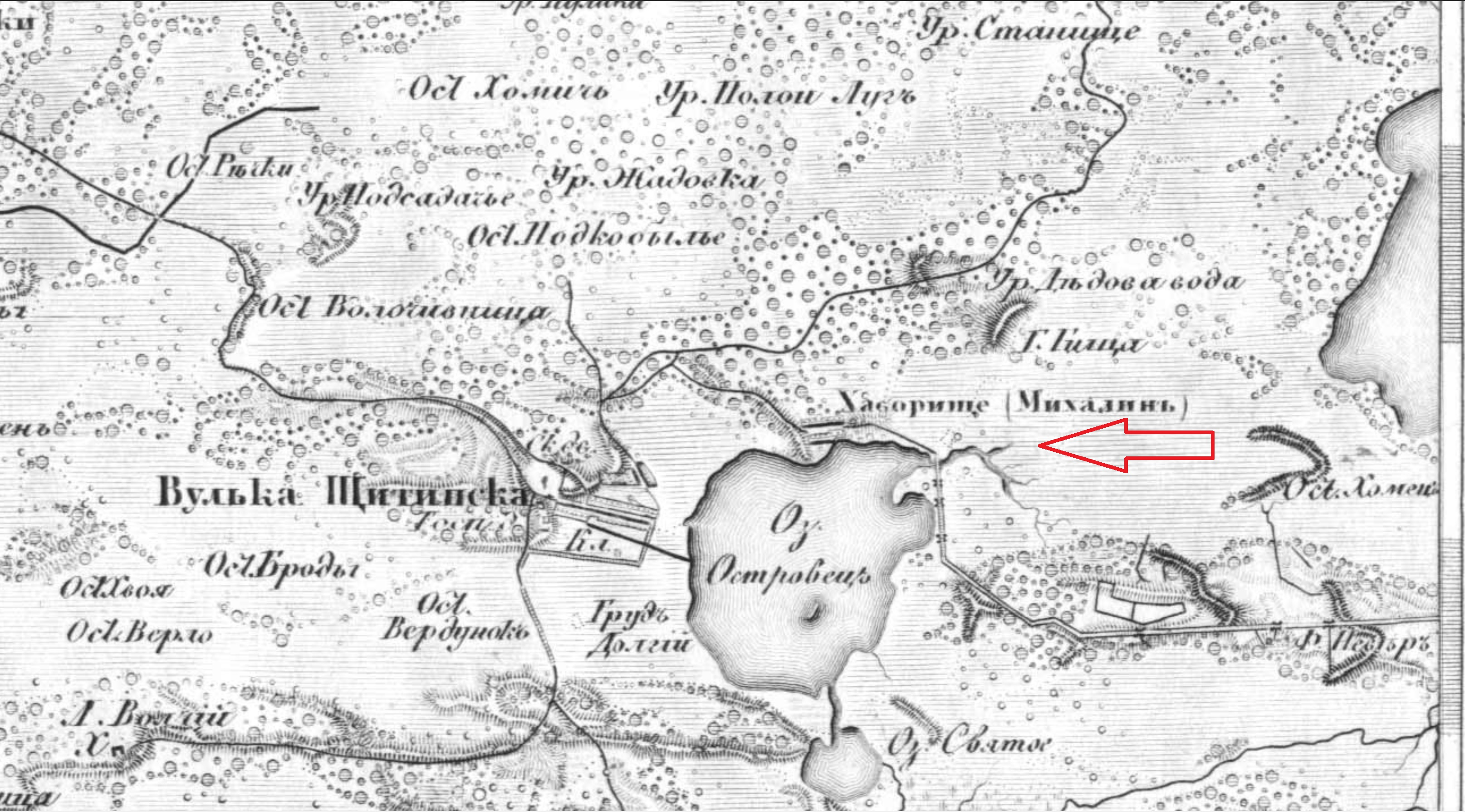
Хабарище на карті трьохверстівці XIX століття
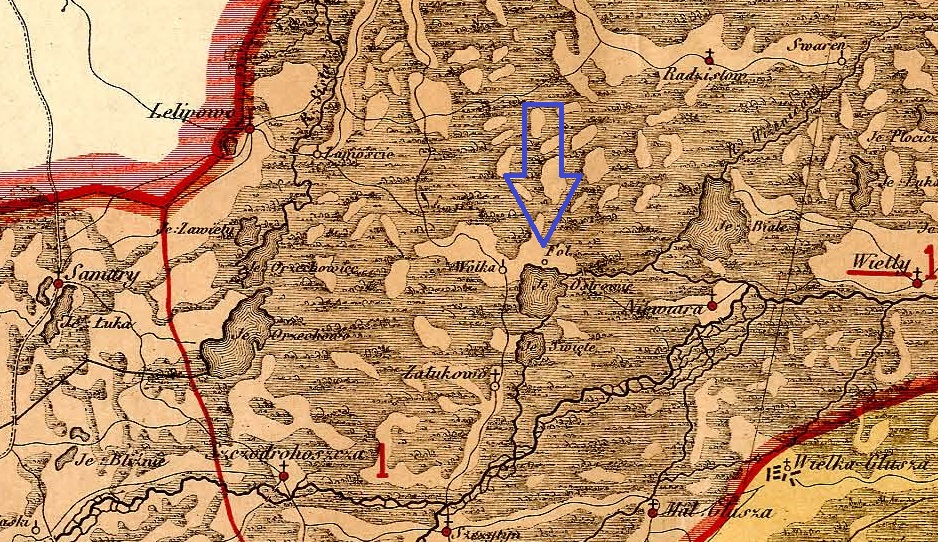
Фільварок на місці села, 1899 рік
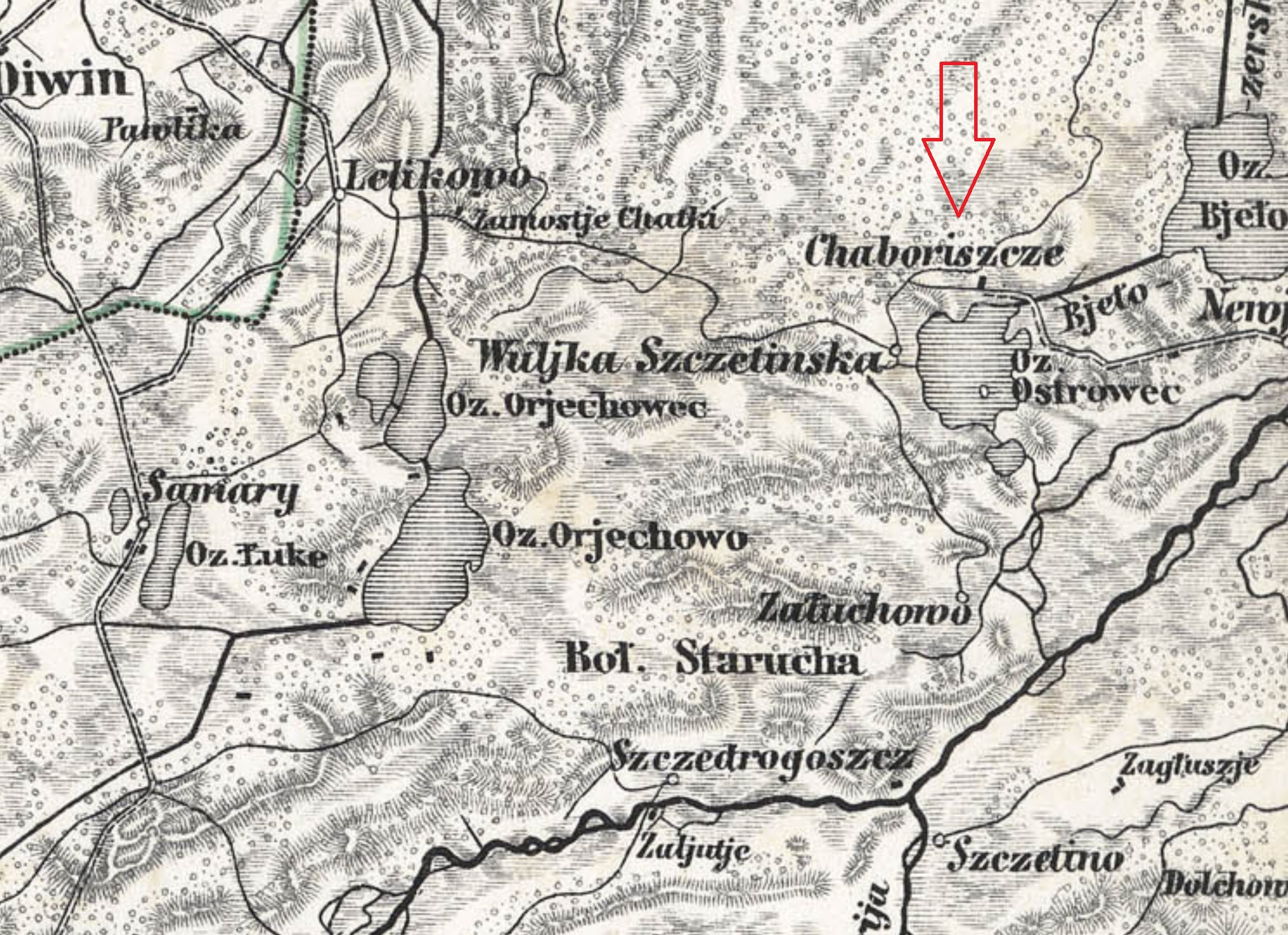
Хабарище на австрійській карті
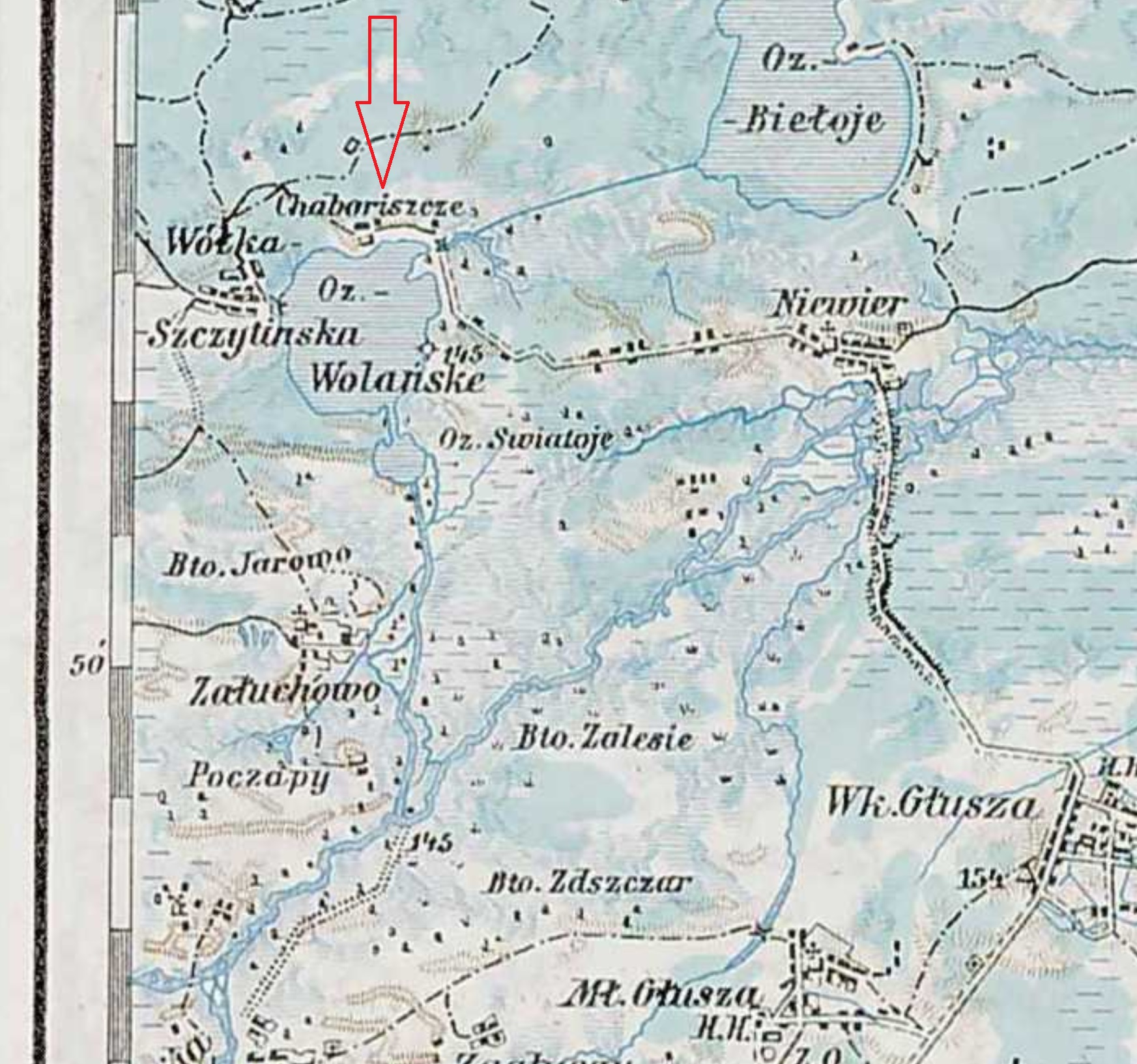
Хабарище на карті 1910 року
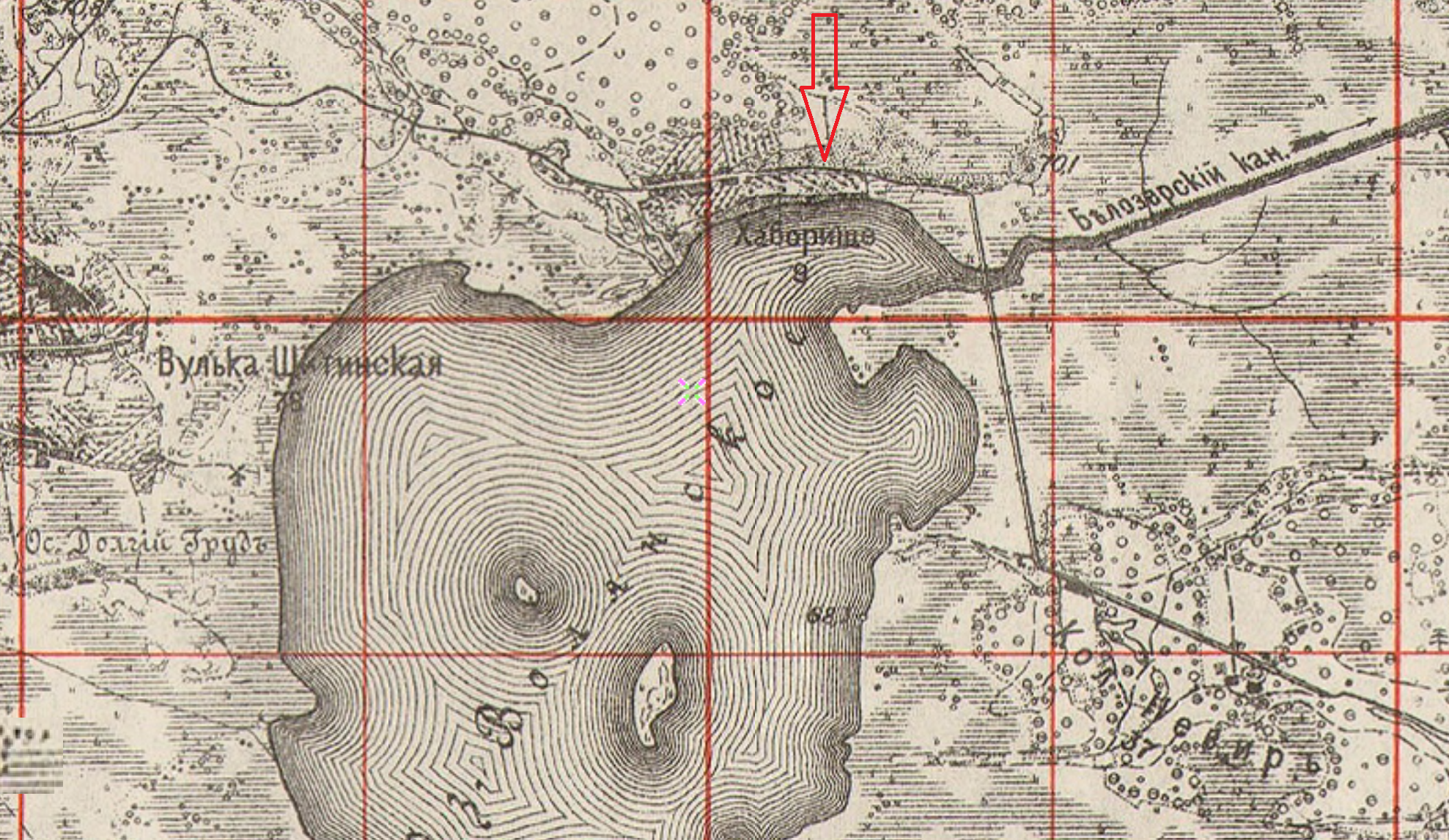
Хабарище на одноверстівці Білорусії 1910 року
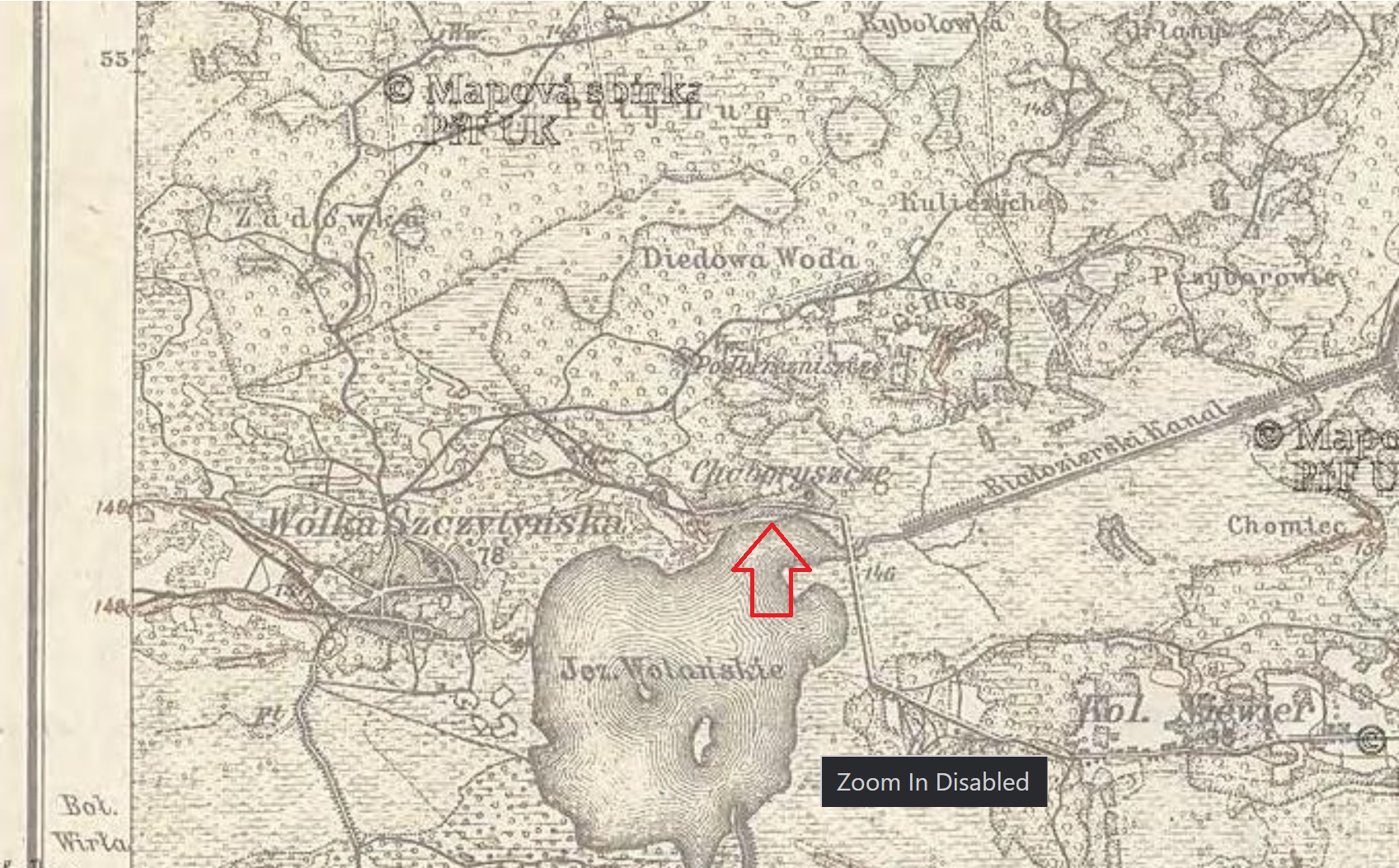
Хабарище на карті 1905-1915 років
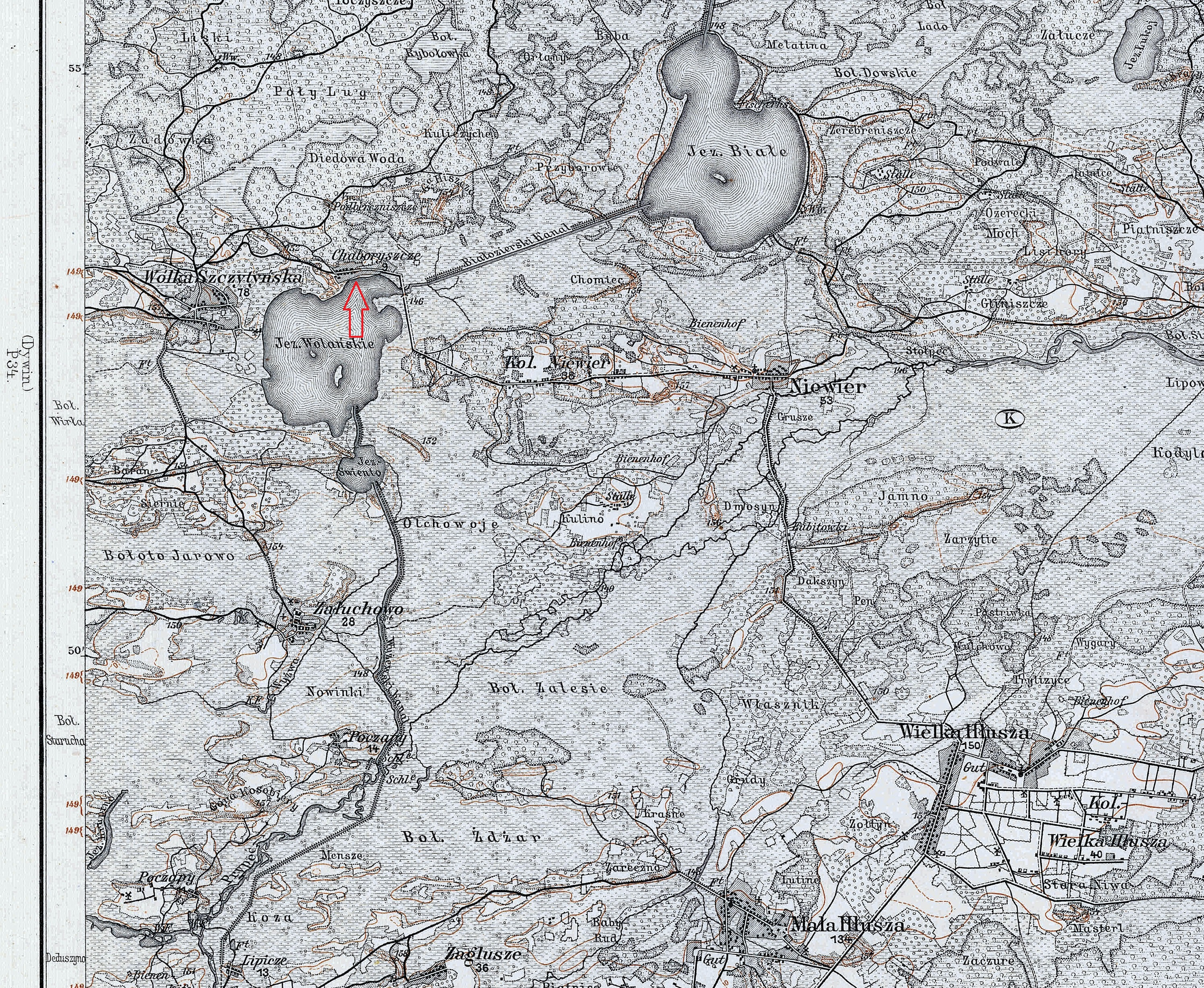
Хабарище на німецькій карті перед I Світов. війною
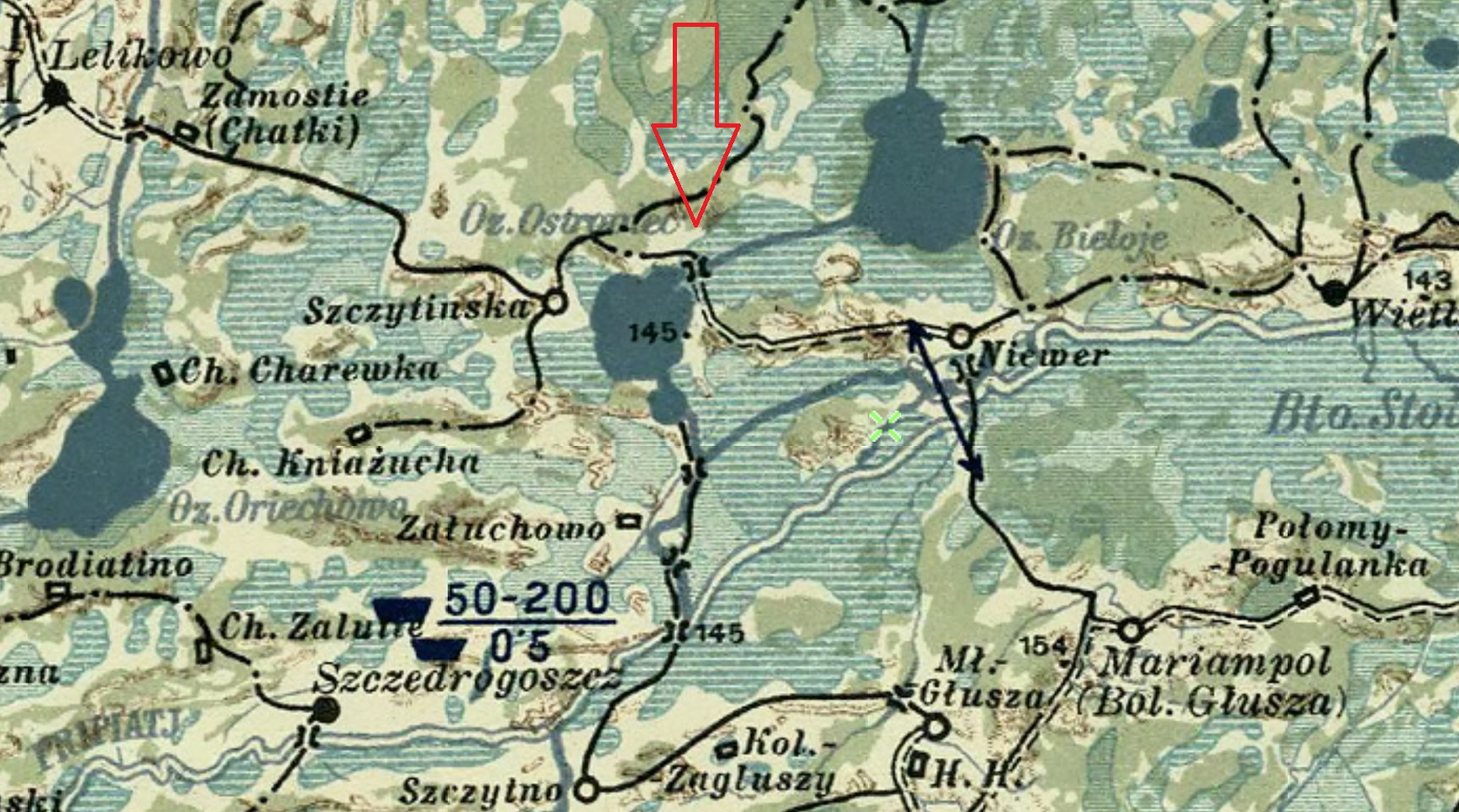
Хабарище на австрійській операційній карті 1914 року

## Географія
Село розташоване на північному березі озера Волянське (інша історична назва озера - Острівець, Островець, Ostrowie, Ostrowec), що входить до Залухівського заказника. У селі знаходиться старий дерев'яний міст через канал, що забезпечує прохід до села Невір.

## Населення
Реєстрація народжень, одружень та смертей православних мешканців села Хабарище (інші тогочасні назви села: Вулька, Михалино) в період з 1842 по 1914 роки здійснювалась шляхом внесенням запису в Метричну книгу, як правило, церкви Святого Іоана Богослова села Невір Ковельського повіту Волинської губернії (місце зберігання: Державний архів Житомирської області, справа 11 опису 86 фонду 1, справа 45 опису 86 фонду 1). Слід вказати, що іноді реєстрацію народжень, шлюбів та смертей мешканці Хабарища здійснювали в інших церквах (сусідніх сіл: Радостово, Повідь, Леліково, Мала Глуша, Велика Глуша) з різних причин (логістична зручність, погодні умови, відсутність священника в Невірі та ін.п.).
В середині XIX ст. (особливо в 1854 році), за даними Метричних книг в селі Хабарище (та інших сусідніх селах: Невір, Щитинська Воля, Залухів) спостерігається різке зростання смертності серед осіб різного віку незалежно від статі, що могло бути викликано епідемією чуми, яка фіксувалась у цей період в Волинській губернії.
Згідно з переписом УРСР 1989 року чисельність наявного населення села становила 123 особи, з яких 64 чоловіки та 59 жінок.
За переписом населення України 2001 року в селі мешкало 95 осіб.

### Мова
Розподіл населення за рідною мовою за даними перепису 2001 року:
| Мова       | Відсоток |
| ---------- | -------- |
| українська | 97,94 %  |
| білоруська | 2,06 %   |

### Відомі люди
- народився Лукашик Йосип Миколайович
- народився Лукашик Степан Іванович — кандидат економічних наук; державний діяч